# Karl Wolff
Karl Friedrich Otto Wolff (Darmstadt, 13 mei 1900 - Rosenheim, 17 juli 1984) was een Duitse SS-Obergruppenführer (luitenant-generaal) en generaal in de Waffen-SS, chef van de persoonlijke staf van Heinrich Himmler, en vriend van Reinhard Heydrich. Wolff was ook parlementslid voor de NSDAP in de Rijksdag.

## Levensloop
Karl Wolff werd geboren in een burgerlijk milieu in Darmstadt als zoon van een rechter. Zijn vader was de dr. Carl Friedrich Wolff (geboren 19 december 1871 te Giessen - 2 januari 1916 te Darmstadt) en zijn vrouw Elisabeth Louise "Lili" Wolff (geboren 23 januari 1872 te Lüdingen). Hij volgde een militaire loopbaan maar belandde na de Eerste Wereldoorlog in het bankwezen. Op 7 oktober 1931 werd hij zowel lid van de NSDAP als van de SS. Van 1936 tot 1945 zat hij namens de NSDAP in de Rijksdag. Vanaf 1933 behoorde hij tot de staf van Himmler, vanaf 1935 als chef-staf. In juli 1943 werd hij door Heinrich Himmler tot de Höchster SS- und Polizeiführer van Italië benoemd. Hij speelde een sleutelrol bij de vervolging van de Joden in Italië.
Na de Tweede Wereldoorlog werd Wolff samen met zijn gezin op 13 mei 1945 door Amerikaanse troepen gearresteerd en op 21 augustus 1945 werd hij overgebracht naar de gevangenis voor oorlogsmisdadigers in Neurenberg. Daar werd hij nog niet voor de rechter gedaagd, maar werd hij in januari 1948 overgedragen aan de Britten. Eind 1948 werd hij door een rechtbank in Hamburg veroordeeld tot vijf jaar gevangenisstraf. Deze straf werd midden 1949 verkort tot vier jaar. In 1953 kwam hij vrij.
In de naweeën van het Eichmann-proces werd op 18 januari 1962 een arrestatiebevel tegen Wolff uitgevaardigd en op 30 september 1964 werd hij veroordeeld tot vijftien jaar gevangenisstraf door de rechtbank van München, wegens medeplichtigheid aan de moord op 300.000 Joden. In een brief van 13 augustus 1942 had Wolff als volgt bedankt voor hulp bij het afvoeren van de Joden uit het getto van Warschau:
"...Mit besonderer Freude habe ich von Ihrer Mitteilung Kenntnis genommen, dass nun schon seit 14 Tagen täglich ein Zug mit je 5.000 Angehörigen des auserwählten Volkes nach Treblinka führt...
"Met bijzondere vreugde heb ik van uw mededeling kennisgenomen dat nu al sedert 14 dagen dagelijks een trein met telkens 5000 leden van het uitverkoren volk richting Treblinka rijdt".
Eind augustus 1969 werd Wolff wegens ziekte vervroegd vrijgelaten. In de zomer van 1984 overleed hij op 84-jarige leeftijd in het ziekenhuis van Rosenheim.

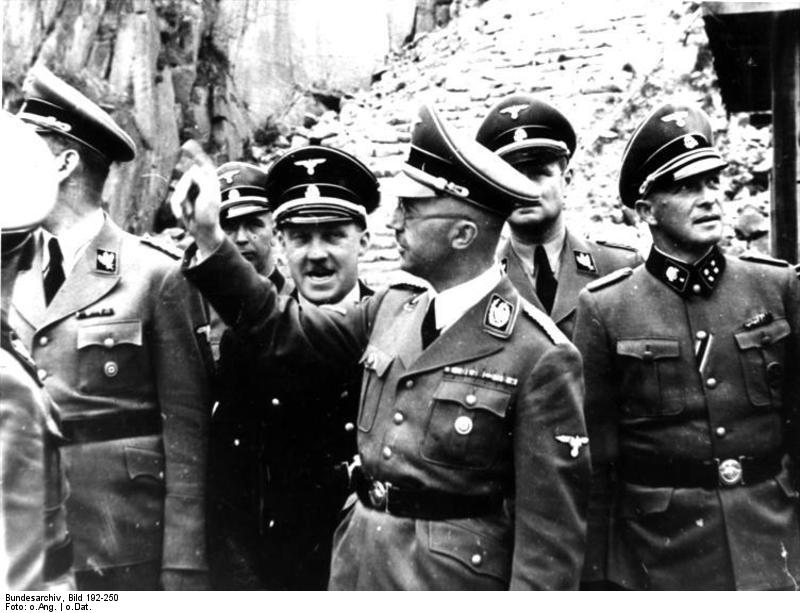
Wolff (tweede van rechts, achter Himmler) bij een bezoek van SS-chef Heinrich Himmler aan de steengroeve van concentratiekamp Mauthausen. Achter hen de Todesstiege ('trap des doods') waar gevangenen zware steenblokken omhoog moesten sjouwen. Velen van hen zijn daar verongelukt of vermoord.

## Familie[7]
Op 20 augustus 1923 trouwde Wolff met Frieda Ludwiga von Römheld (geboren 30 juni 1901 te Darmstadt). Zij was ook lid van de NSDAP (nr. 935 743). Het echtpaar kreeg twee dochters en twee zonen, tussen 1930 en 1938. Wolff en von Römheld scheidden op 6 maart 1943. Hij had sinds 1937 een langdurige affaire met de weduwe Ingeborg Maria gravin von Bernstorff (geboren 2 februari 1904 te Hamburg - 7 december 1983 te Grabs, Zwitserland). Wolff vroeg toestemming aan Himmler voor zijn echtscheiding en zijn tweede huwelijk, maar die weigerde. Onverstoorbaar, en tot grote ergernis van Himmler ging hij hogerop en kreeg toestemming van Hitler. Wolff en Bernstorff trouwde op 9 maart 1943 in het SS-sanatorium Hohenlychen.

## Carrière
Wolff bekleedde verschillende rangen in zowel de Allgemeine-SS als Waffen-SS. De volgende tabel laat zien dat de bevorderingen niet synchroon liepen.
| Datum                                                            | Pruisische leger                 | Allgemeine-SS           | Waffen-SS                       |
| ---------------------------------------------------------------- | -------------------------------- | ----------------------- | ------------------------------- |
| 29 april 1917                                                    | Fahnenjunker (aspirant-officier) | —                       | —                               |
| 1 februari 1918                                                  | Gefreiter                        | —                       | —                               |
| 21 februari 1918                                                 | Unteroffizier                    | —                       | —                               |
| 26 augustus 1918                                                 | Fähnrich                         | —                       | —                               |
| 14 september 1918 (zonder Patent, later vanaf 18 september 1918) | Leutnant                         | —                       | —                               |
| 7 oktober 1931 - 10 oktober 1931 - 13 oktober 1931               | —                                | SS-Anwärter             | —                               |
| 29 oktober 1931                                                  | —                                | SS-Mann                 | —                               |
| 11 december 1931                                                 | —                                | SS-Scharführer          | —                               |
| 19 januari 1932                                                  | —                                | SS-Truppführer          | —                               |
| Juli 1932 (met ingang vanaf 18 februari 1932                     | —                                | SS-Sturmführer          | —                               |
| Februari 1933 (met ingang vanaf 30 januari 1933)                 | —                                | SS-Sturmhauptführer     | —                               |
| 9 november 1933                                                  | —                                | SS-Sturmbannführer      | —                               |
| 30 januari 1934                                                  | —                                | SS-Obersturmbannführer  | —                               |
| 20 april 1934                                                    | —                                | SS-Standartenführer     | —                               |
| 4 juli 1934                                                      | —                                | SS-Oberführer           | —                               |
| 9 november 1935                                                  | —                                | SS-Brigadeführer        | Generalmajor in de Waffen-SS    |
| 30 januari 1937                                                  | —                                | SS-Gruppenführer        | —                               |
| 3 mei 1940                                                       | —                                | —                       | Generalleutnant in de Waffen-SS |
| 30 januari 1942                                                  | —                                | SS-Obergruppenführer    | General in de Waffen-SS         |
| 20 april 1945 (onbevestigde bevordering)                         | —                                | SS-Oberst-Gruppenführer | Generaloberst in de Waffen-SS   |

- Tijdens verschillende interviews in de jaren 70 beweerde Wolff dat hij in april van 1945 een persoonlijke bevordering door Adolf Hitler had gekregen tot de rang van SS-Oberst-Gruppenführer. Tijdens het filmen van The World at War-serie toonde Wolff verder aan de producenten een vitrine met drie zilveren ruiten en een eikenloof kraagspiegels en schouderepauletten van een SS-kolonel-generaal. Deze late oorlogsbevordering is echter niet genoteerd in Wolff's SS-personeelsdossier, noch had hij bewijsstukken die de claim bevestigden. Verder foto's uit de tijd van zijn krijgsgevangenneming in Italië door de geallieerden is duidelijk een lagere rangonderscheidingstekens te zien op zijn SS-uniform. Om deze reden vermelden de meeste historische teksten de rang van Obergruppenführer als zijn hoogste rang. Zijn grafsteen geeft aan General en niet Generaloberst[18].

## Lidmaatschapsnummers
- NSDAP-nr.: 695 131[17] (lid geworden 7 oktober 1931[5][20] - 1 november 1931[7])
- SS-nr.: 14 235[17] (lid geworden 7[20]/13[7] oktober 1931)

## Decoraties
Selectie:
- Duitse Kruis in goud op 9 december 1944 als SS-Obergruppenführer en General in de Waffen-SS en Höchster SS- und Polizeiführer Italien[14][20][5]
- IJzeren Kruis 1914, 1e Klasse[20][14][19] (1918[5]) en 2e Klasse[20][14][17][19] (1918[5])
- Herhalingsgesp bij IJzeren Kruis 1939, 1e Klasse[20][14] (29 mei 1944[5]) en 2e Klasse[20][14] (29 mei 1944[5])
- Gouden Ereteken van de NSDAP[19] op 30 januari 1939[20][5][21]
- Duits Olympisch Ereteken, 1e Klasse op 29 oktober 1936[14][5][22]
- Ereteken voor Duitse Volkshulp, 1e Klasse op 28 mei 1940[14][20][5][23]
- Grootkruis in de Orde van de Italiaanse Kroon op 21 december 1938[14][20]
- Grootkruis in de Orde van de Romeinse Adelaar in 1944[5]

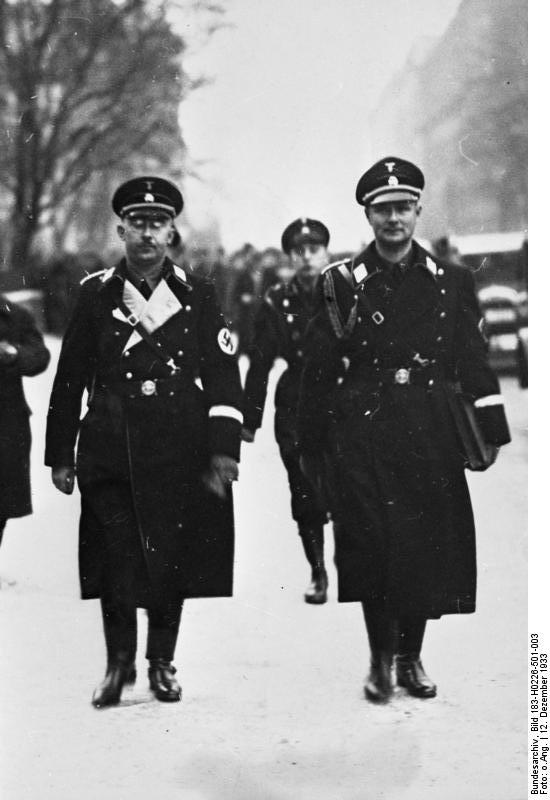
Himmler en zijn adjudant Wolff (rechts), 12 december 1933.
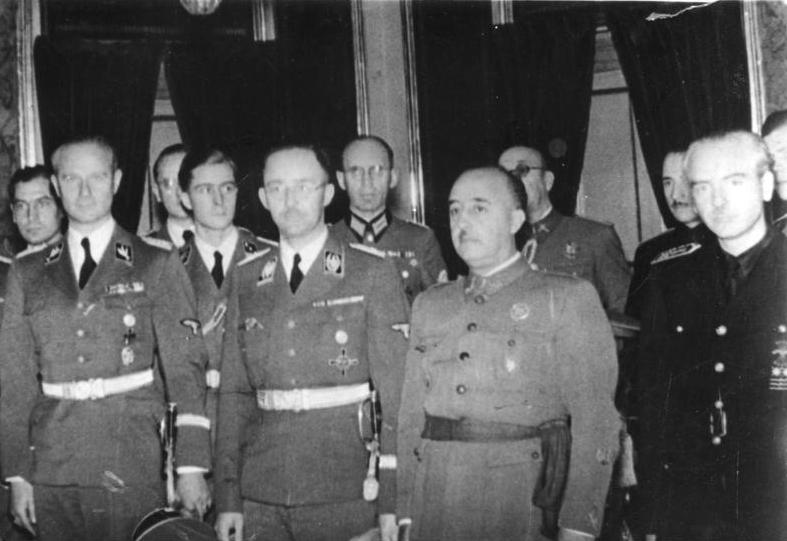
Reichsführer Heinrich Himmler met Karl Wolff op een bijeenkomst met Francisco Franco en Ramón Serrano Suñer (uiterst rechts) in Spanje, oktober 1940.
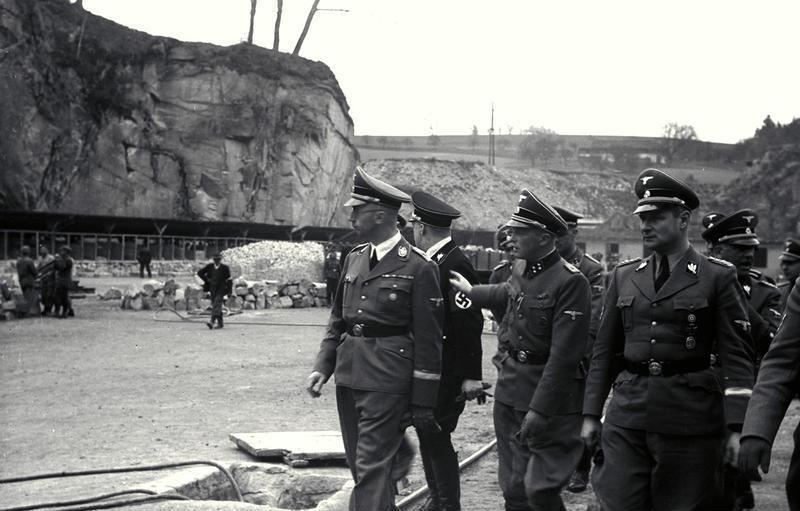
Heinrich Himmler met Franz Ziereis en Karl Wolff de steengroeve van Gusen (concentratiekamp Mauthausen), april 1941.
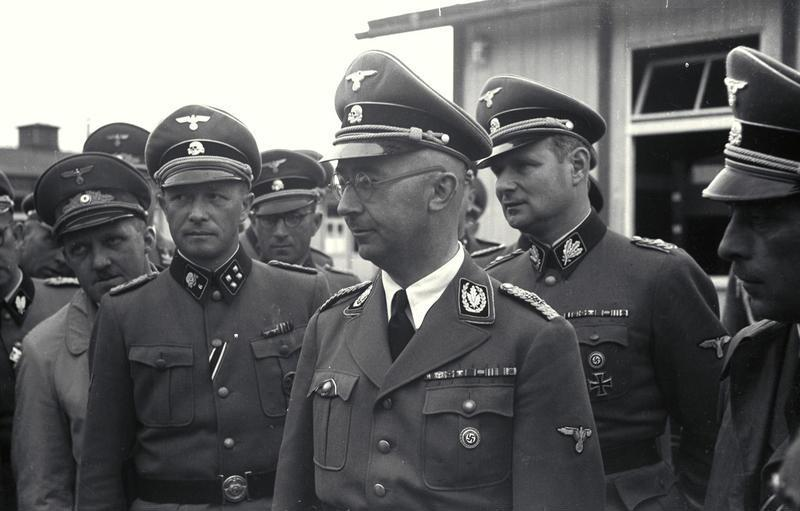
Bezoek Heinrich Himmler aan concentratiekamp Mauthausen met officieren van de SS, van links naar rechts: August Eigruber, Franz Ziereis, Heinrich Himmlers adjudant Karl Wolff
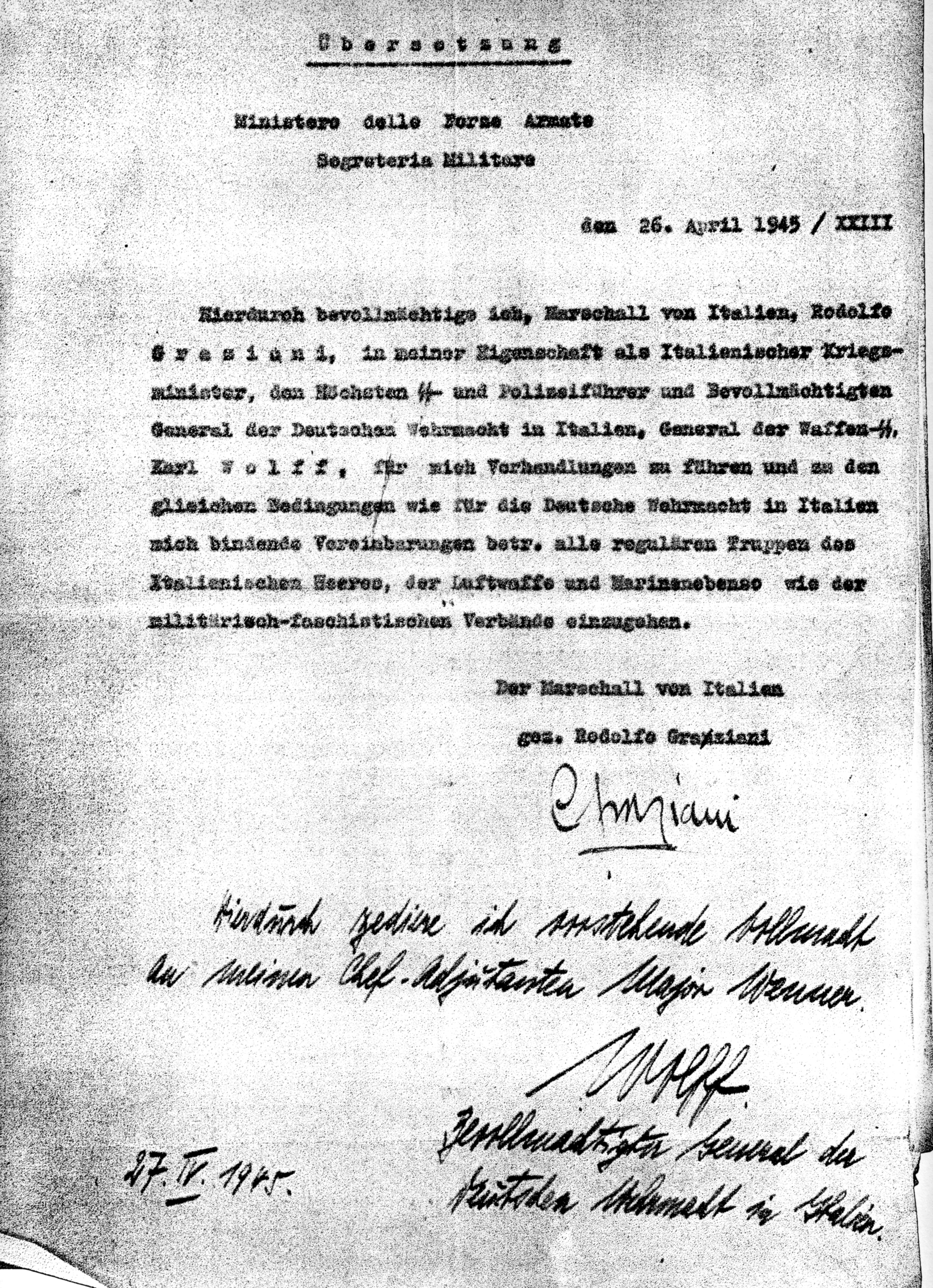
Duitse vertaling van Graziani's volmacht aan Wolff voor de capitulatie in Caserta van de Duitse strijdkrachten in Italië